# МАК Будапешт
«МАК Будапешт» (угор. Budapest Jégkorong Akadémia Hockey Club) — хокейний клуб з міста Будапешт, Угорщина. Заснований у 2015 році.

## Історія
Клуб засновано в місті Будапешт 2015 року. Команда є постійним учасником міжнародної Ерсте ліги, де окрім угорських команд, також виступають румунські клуби.
Два сезони клуб із Будапешта відіграв у Словацькій Екстралізі разом з іншим угорським клубом «Мішкольц».
При клубі існує також жіноча команда.

## Домашня арена
«Тюскечарнок» домашній стадіон клубу, відкритий 27 листопада 2014 року. Арена вміщує 2540 глядачів. 
Ця арена також є основною для національної збірної Угорщини.

## Досягнення
Чемпіонат Угорщини
- Переможець (2): 2017–18, 2024–25

Ерсте ліга
- Переможець (1): 2017–18
- Друге місце (2): 2015–16, 2016–17